# 648 (numero)
Seicentoquarantotto (648) è il numero naturale dopo il 647 e prima del 649.

## Proprietà matematiche
- È un numero pari.
- È un numero composto con 20 divisori: 1, 2, 3, 4, 6, 8, 9, 12, 18, 24, 27, 36, 54, 72, 81, 108, 162, 216, 324, 648. Poiché la somma dei suoi divisori (escluso il numero stesso) è 1167 > 648, è un numero abbondante.
- È un numero di Harshad.
- È un numero pratico.
- È un numero colombiano nel sistema numerico decimale.
- È un numero di Smith nel sistema numerico decimale.
- È un numero potente.
- È parte delle terne pitagoriche (189, 648, 675), (270, 648, 702), (486, 648, 810), (585, 648, 873), (648, 864, 1080), (648, 1215, 1377), (648, 1386, 1530), (648, 1890, 1998), (648, 2139, 2235), (648, 2880, 2952), (648, 3861, 3915), (648, 4350, 4398), (648, 5814, 5850), (648, 6545, 6577), (648, 8736, 8760), (648, 11655, 11673), (648, 13114, 13130), (648, 17490, 17502), (648, 26240, 26248), (648, 34989, 34995), (648, 52486, 52490), (648, 104975, 104977).

## Astronomia
- 648 Pippa è un asteroide della fascia principale del sistema solare.
- NGC 648 è una galassia lenticolare della costellazione della Balena.

## Astronautica
- Cosmos 648 è un satellite artificiale russo.